# إتاجواجي
إتاجواجي بلدية في ولاية بارانا في المنطقة الجنوبية من البرازيل.